# Agathonisi
Agathonisi (griechisch Αγαθονήσι [aɣaθɔˈnisi] (n. sg.)) ist die nördlichste bewohnte Insel des Dodekanes. Zusammen mit mehreren unbewohnten kleinen Inseln bildet sie die nach Einwohnern zweitkleinste Gemeinde (dimos δήμος) Griechenlands innerhalb der Region Südliche Ägäis.

## Geographie

### Geographische Lage
Die 13,417 km² große Insel Agathonisi liegt in der östlichen Ägäis etwa 18 km westlich der kleinasiatischen Küste. Die nächstgelegenen Inseln sind Samos etwa 20 km nördlich, Arki 19 km westlich, Farmakonisi 19 km südlich und Lipsi 22 km südwestlich.
Die Ausdehnung in West-Ost-Richtung beträgt 7,5 km, die maximale Breite liegt in Nord-Süd-Richtung bei 3,4 km, die schmalste Stelle bei 1,6 km. Die Küstenlinie ist mit Ausnahme der Nordwestküste durch zahlreiche Buchten stark gegliedert. Die größten Buchten liegen an der Südküste, im Westen Ormos Chochlia (Όρμος Χοχλιά), in der Mitte die tief ins Inselinnere einschneidende Hafenbucht Ormos Agios Georgios (Όρμος Αγίου Γεοργίου) und im Osten die ebenfalls tiefe Bucht Ormos Poros (Όρμος Πόρος).
Abgesehen von nahezu senkrechten Felsklippen an der Nordwestküste ist das Relief sanft. Der Längsausrichtung der Insel folgend, steigt im Inselinneren eine Hügelkette mit dem Kastro (Κάστρο) im Osten über den Kleftos (Κλεφτός) bis zur höchsten Erhebung Dendra (Δένδρα) mit 209 m im Westen stetig an. Der Berg Styfi (Στυφή) im Südwesten erreicht 208 m.
Von der Nord- zur Ostküste sind im Uhrzeigersinn die unbewohnten Inseln Pitta, Strongyli, Praso, Neronisi, Katsaganaki und Katsagani vorgelagert, sowie etwa 1,8 km vor der Südküste Kounelonisi. Die Meerestiefe zwischen Agathonisi und Kounelonisi beträgt 81 m, zu den übrigen Inseln nicht mehr als 50 m.

### Natur
Phrygana-Bestände und degradierte Macchie bestimmen das Landschaftsbild auf Agathonisi. Höhere Vegetation bilden verstreut stehende Johannisbrotbäume sowie wenige Oliven- und Feigenbäume. Bonsaiförmige Büsche zeigen ein Überweidungsproblem an, verursacht von einer beträchtlichen Ziegenpopulation.
Von Agathonisi sind fünf Reptilienarten nachgewiesen. Neben den beiden Geckoarten Europäischer Halbfinger (Hemidactylus turcicus turcicus) und Ägäischer Nacktfinger (Mediodactylus kotschyi) auch der Hardun (Laudakia stellio), die Schlangenaugen-Eidechse Ophisops elegans sowie als einzige Schlangenart die Balkan-Springnatter (Coluber caspius).

### Die einzelnen Inseln
| Name                            | griechischer Name                              | Fläche km² | Lage                         |
| ------------------------------- | ---------------------------------------------- | ---------- | ---------------------------- |
| Agathonisi                      | Αγαθονήσι (n. sg.)                             | 13,417     | 37° 28′ N, 26° 58′ O         |
| Pitta (Psathonisi, Psatho)      | Πίττα (f. sg.) (Ψαθονήσι, Ψαθώ)                | 00,124     | 37° 29′ 2″ N, 26° 57′ 8″ O   |
| Strongyli (Strongylo)           | Στρογγυλή (f. sg.) (Στρογγυλό) (n. sg.)        | 00,096     | 37° 29′ 8″ N, 26° 58′ 48″ O  |
| Praso                           | Πράσο (n. sg.)                                 | 00,011     | 37° 28′ 57″ N, 26° 59′ 27″ O |
| Neronisi (Nero) Neranisi (Nera) | Νερονήσι (n. sg.) (Νερό, Νέρο) Νερανήσι (Νερά) | 00,433     | 37° 28′ 35″ N, 26° 59′ 42″ O |
| Katsagani (Glaros)              | Κατσαγάνι (n. sg.) (Γλάρος)                    | 00,090     | 37° 27′ 59″ N, 27° 0′ 25″ O  |
| Katsaganaki                     | Κατσαγάνακι (n. sg.)                           | 00,002     | 37° 27′ 56″ N, 27° 0′ 3″ O   |
| Kounelonisi (Kouneli, Kounelli) | Κουνελονήσι (n. sg.) (Κουνέλι, Κουνέλλι)       | 00,213     | 37° 25′ 42″ N, 26° 58′ 47″ O |

## Geschichte
Die früheste Besiedelung im 3. Jahrtausend v. Chr. belegen archäologische Ausgrabungen von 2006 bis 2010 bei Kastraki. Im Mittelalter war Agathonisi ein Stützpunkt von Piraten. Ab dem 19. Jahrhundert wurde die Insel zunehmend von Patmos aus besiedelt. Der alte Name der Insel ist Gaidaros, der antike Name Tragea.

### Gemeinde

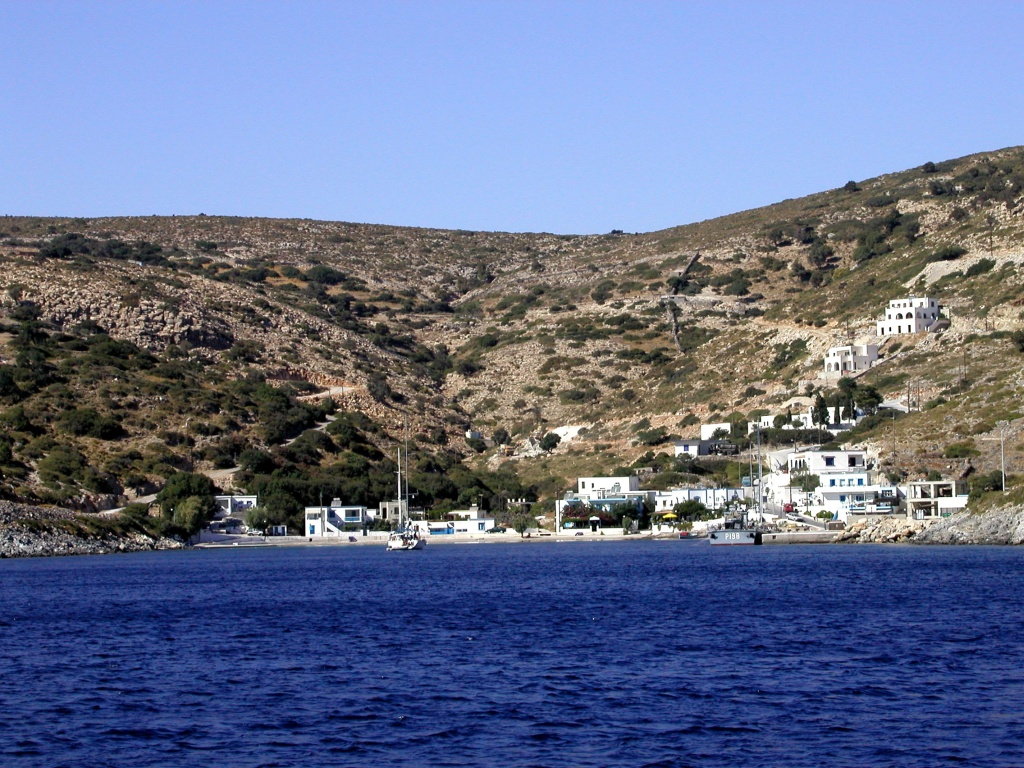
Der Hafenort Agios Georgios

Im Gegensatz zu vielen griechischen Gemeinden, die durch die Verwaltungsreform von 2010 geschaffen wurden, existiert die Gemeinde Agathonisi bereits seit 1954. Damals wurde Agathonisi mit den umliegenden Inseln als selbstständige Landgemeinde aus der Gemeinde Patmos ausgegliedert.
Die bewohnten Orte Megalo Chorio (‚großes Dorf‘ auch Megalo Agathonisi), Mikro Chorio (‚kleines Dorf‘ auch Mikro Agathonisi) liegen vom Meer aus nicht sichtbar oberhalb der Hafenbucht Ormos Agios Georgios. Daneben existiert der Hafenort Agios Georgios (Άγιος Γεώργιος) und im Nordosten das seit den 1960er Jahren unbewohnte Katholiko (Καθολικό).
Einwohnerentwicklung von Agathonisi
| Name                | griechischer Name     | 1947  | 1951  | 1961 | 1971 | 1981 | 1991 | 2001 | 2011 |
| ------------------- | --------------------- | ----- | ----- | ---- | ---- | ---- | ---- | ---- | ---- |
| Megalo Chorio       | Μεγάλο Χωριό (n. sg.) | k. A. | k. A. | 149  | 129  | 106  | 092  | 144  | 168  |
| Mikro Chorio        | Μικρό Χωριό (n. sg.)  | k. A. | k. A. | 040  | 031  | 027  | 020  | 014  | 017  |
| Gemeinde Agathonisi | Gemeinde Agathonisi   | 193   | 196   | 189  | 160  | 133  | 112  | 158  | 185  |

## Wirtschaft und Verkehr
Die Bevölkerung lebt von der zurückgehenden Landwirtschaft, dem Fischfang (mittlerweile gibt es zwei Fischfarmen) und dem immer wichtiger werdenden Individual-Tourismus.
Die Insel hat – je nach Saison – regelmäßige Fährverbindungen nach Samos, Leros, Kalymnos. Das kleine Straßennetz ist asphaltiert und auffallend gut ausgebaut. Über den nächstgelegenen Flughafen in Samos erfolgt die Anbindung an den nationalen und internationalen Flugverkehr. Nordöstlich oberhalb von Megalo Chorio befindet sich für Notfälle ein Hubschrauberlandeplatz.